# Dża’idin
Dża’idin (arab. جعيدين) – miejscowość w Syrii, w muhafazie Ar-Rakka. W 2004 roku liczyła 7653 mieszkańców.